# Miguel Velasco y Aguirre
Miguel Velasco y Aguirre (1868-ca. 1960) fue un bibliotecario de Alfonso XIII, que llegaría a destacar también como dibujante y grabador.

## Servicio en la Real Biblioteca
Desde su ingreso se ocupa de las colecciones de dibujo y grabado pues ya en marzo de 1912 el bibliotecario mayor de la Real Biblioteca, conde de Las Navas, Juan Gualberto López-Valdemoro y de Quesada, le encomendó "los trabajos de catalogación, especial y extraordinaria, del fondo de fotografías, estampas, dibujos y planos, existentes en esta Real Biblioteca". En 1916 realizó dibujos para el catálogo de medallas de la Casa Real y Patrimonio, aparecido ese año a cargo de Antonio Vives y Escudero, gran experto en moneda hispánica, y en el que finalmente se usaron reproducciones fotográficas, pero ello le valió para ser oficial temporero tercero en la Real Biblioteca.
En efecto, el uno de diciembre de 1918 ingresa como tal, en una remodelación de la plantilla que lleva a cabo el conde de Las Navas, al jubilarse José María Nogués, bibliotecario primero. Venía Velasco, como mérito, de trabajar con fondos de la Biblioteca Nacional de España, pues en 1914 había publicado un catálogo provincial de Obras de ornamentación y de artes industriales existentes en la Sección de Bellas Artes de la Biblioteca Nacional. Realizó además exlibris para Alfonso XIII y el entonces Príncipe de Asturias, y también ilustrará en los años siguientes libros para alguna edición, como la de De cante grande y cante chico, aparecida en 1924, obra de José Carlos de Luna sobre flamenco reeditada en 2007 y en 2010. En 1928 da a la luz Grabados y litografías de Goya, con unas "Notas histórico-artísticas" suyas, siendo entonces un repertorio necesario y bien recibido entre los estudiosos de Francisco de Goya, y que será complemento del repertorio hecho por el librero anticuario Pedro Vindel Angulo, con fines comerciales y que apareció también ese 1928, centenario de la muerte del genial pintor. En ese año conmemorativo hubo una exposición del aragonés a cargo de la Sociedad Española de Amigos del Arte, ocupándose del catálogo.
Compartió plantilla en la Real Biblioteca con Miguel Gómez del Campillo, Augusto Fernández de Avilés y García-Alcalá y con Santiago Escudero y Blasco. En el verano de 1931 hubo de dejar la plantilla de la Real Biblioteca debido a la Orden de 16 de junio de la II República por la cual funcionarios del Estado no podían servir en la extinta Casa Real y Patrimonio. Pero siendo ya director Jesús Domínguez Bordona tras la dimisión del conde de Las Navas al proclamarse la República, terminó Velasco la edición que se preparaba del Catálogo de grabados de la Biblioteca de Palacio, salido de las prensas en 1934 con una "Nota preliminar" suya. Se ordena la colección por nacionalidades europeas y, aunque con los criterios descriptivos de la época, resulta aún hoy de utilidad.
Tras la Guerra Civil trabajó para la Real Academia de Bellas Artes de San Fernando, realizando el Catálogo de la sala de dibujos, aparecido en 1941. En 1954 realizó donaciones de algunos de sus dibujos y grabados al aguafuerte, de temática madrileña, a la Biblioteca Nacional de España